# Атанасие Стойкович
Атанасие Стойкович (на руски: Афана́сий Ива́нович Стойкович; род. 12 юли 1773 г. – поч. 6 септември 1832 г.) е руски учен и преподавател от сръбски произход, съосновател и втори ректор на Харковския университет.
Роден е в Рума, Войводина (тогава в Свещената Римска империя); по народност е сърбин.
Завършва Пресбургската академия с отличие („primus inter eminentes“), след което продължава образованието си по естествени науки в Гьотингенския университет и Тюбингенския университет. В Тюбинген се сдобива с научната титла „доктор по свободните науки и философия“.
Заедно с Василий Каразин са в основата на създаването на Харковския университет, и в частност – в катедрата по физика, метеорология и астрономия. През 1812 г. заедно с Христофор Ромел организира „Общество на науките“ към университета с две отделения – естествени и словесни.
През 1813 г. е обвинен в комерсиализъм и е уволнен от университета в Харков, след което заминава да живее в столицата Санкт Петербург.
От 1809 г. е член-кореспондент на Императорската академия на науките (ИАН) в Санкт Петербург (днес: Руска академия на науките). По предложение на Александър Шишков от 1828 г. е действителен член на Руската академия, влята по-късно в ИАН.
Атанасие Стойкович превежда Новия завет на славяносръбски език. Автор е и на приемания за първи сръбски съвременен роман „Аристид и Наталия“, излязъл на славяносръбски език през 1801 г.
Неговият превод на Новия завет не е одобряван от Вук Караджич, поради което сръбският реформатор прави нов превод на „говорим сръбски херцеговински език“.